# Gyndesops denisi
Genre
Espèce
Gyndesops denisi, unique représentant du genre Gyndesops, est une espèce d'opilions laniatores de la famille des Gonyleptidae.

## Distribution
Cette espèce est endémique de Santa Catarina au Brésil. Elle se rencontre vers Seara.

## Description
Le mâle holotype mesure 5 mm.

## Publication originale
- Roewer, 1943 : « Über Gonyleptiden. Weitere Weberknechte (Arachn., Opil.) XI. » Senckenbergiana, vol. 26, p. 12–68.